# Euromoia
Euromoia é um gênero de traça pertencente à família Arctiidae.